# رسوب‌دهی پروتئین

## رسوب‌دهی پروتئین
(نام علمی: Protein precipitation) به‌طور گسترده‌ای در فرایندهای پایین‌دستی محصولات زیستی با هدف تغلیظ و خالص سازی پروتئین از سایر آلاینده‌ها انجام می‌گردد. به عنوان مثال، در صنعت زیست‌فناوری از رسوب‌دهی پروتئین جهت حذف آلاینده‌هایی که به‌طور معمول همراه خون هستند استفاده می‌شود. مکانیسم اصلی رسوب‌دهی، تغییر انحلال‌پذیری حلال است چرا که با افزودن یک واکنشگر، میزان حلالیت کاهش می‌یابد.

### اصول کلی
میزان حلالیت پروتئین‌ها در بافرهای آبی به چگونگی توزیع باقی مانده‌های اسیدآمینه‌های آب‌دوست و آب‌گریزی در سطح پروتئین بستگی دارد. باقیمانده‌های اسید آمینه ای آبگریز عمدتاً در هسته پروتئین‌های کروی قرار دارند. اما ممکن است در برخی از نواحی سطحی نیز وجود داشته باشند. پروتئین‌هایی که محتوای اسیدآمینه‌های آبگریز سحطیشان بالا است، حلالیت کمتری در حلال‌های آبی دارند. باقیمانده‌های اسیدآمینه‌های باردار قطبی، با گروه‌های یونی موجود در حلال برهمکنش می‌کنند؛ بنابراین دانستن محتوای اسید آمینه‌ای پروتئین به ما کمک می‌کند تا بتوانیم بهترین روش را به منظور رسوب‌دهی پروتئین بکار بریم.

### رسوب‌دهی پروتئین‌ها بر سه اصل استوار است
نیروی دافعه الکتروستاتیکی، نیروی جاذبه الکتروستاتیکی و شکل‌گیری رسوب.

#### نیروی دافعه الکتروستاتیک
با حل شدن پروتئین‌ها در یک محلول الکترولیت، نیروی دافعه الکتروستاتیک (Repulsive electrostatic forces) ایجاد می‌شود. وجود این نیروهای دافعه در بین پروتئین‌ها مانع از جمع شدن آن‌ها در کنار هم می‌شود و در نتیجه حلالیت را تسهیل می‌کند. با حلالیت در یک حلال الکترولیت، کانتریون (counterions)های حلال، به سمت باقیمانده‌های اسید امینه‌های باردار در سطح پروتئین مهاجرت کرده و یک ماتریکس سخت از کانتریون‌ها در سطح پروتئین ایجاد می‌شود. بعد از این لایه، یک لایه حلال پوشی وجود دارد که سختی کمتری دارد. حضور این لایه‌های حلال پوشی باعث می‌شود پروتئین‌ها برهمکنش‌های یونی کمتری با سایر پروتئین‌ها داشته باشند و تمایل به اتصال و تجمع پروتئین‌ها کاهش می‌یابد.
نیروی دافعه الکتروستاتیک در زمانی که پروتئین در آب حل می‌شود نیز شکل می‌گیرد. آب به دور باقیمانده‌های اسید آمینه‌ای آبدوست در سطح پروتئین، یک لایه حلال پوشی ایجاد می‌کند. آب یک گرادیان غلظت در اطراف پروتئین ایجاد می‌کند به طوری که در سطح پروتئین، بیشترین غلظت از آب وجود دارد. این شبکه آبی یک اثر تعدیلی در نیروی جاذبه بین پروتئین‌ها دارد.

#### نیروی جاذبه الکتروستاتیک
این نیرو به‌واسطه دوقطبی الکتریکیهای دائمی و القایی در بین پروتئین‌ها ایجاد می‌شود. به عنوان مثال باقیمانده‌های اسیدآمینه‌ای پایه‌ای در یک پروتئین می‌تواند با باقیمانده‌های اسیدی یک پروتئین دیگر برهمکنش الکتروستاتیکی داشته باشد. هر چند که حلال پوشی یون‌ها در آب یا یک محلول الکتروستاتیک، نیروهای جاذبه پروتئین-پروتئین را کاهش خواهد داد؛ بنابراین به منظور رسوب‌دهی و وادار کردن پروتئین‌ها به تجمع، لایه آبی اطراف پروتئین باید کاهش پیدا کند.

#### شکل‌گیری رسوب
به منظور رسوب‌دهی ابتدا ماده رسوب دهنده اضافه شده و به خوبی با محلول پروتئینی مخلوط می‌شود. این کار باعث کلوئیدی شدن پروتئین‌ها می‌گردد. سپس مرحله هسته‌زایی (اتصال ذرات کوچک پروتئینی به هم و ایجاد ذرات بزرگتر) انجام می‌شود. زمانی که تجمعات پروتئینی تا حد خاصی رشد کردند، به یکدیگر چسبیده و انبوه می‌شوند (flocculate). سرعت این مرحله آرام‌تر از سایر مراحل است. در مرحله آخر که به آن aging in a shear field”" گفته می‌شود، ذرات رسوب بارها به یکدیگر برخورد می‌کند، می‌چسبند یا از یکدیگر جدا می‌شوند تا نهایتاً ذرات به یک اندازه متوسط و پایدار برسند. این اندازه بستگی به نوع پروتئین‌ها دارد.

### روش‌ها
به منظور رسوب‌دهی پروتئین‌ها از روش‌های مختلفی از جمله نمک سود کردن، رسوب‌دهی ایزوالکتریک، رسوب‌دهی با کمک حلال‌های مخلوط((miscible solvents، رسوب‌دهی با کمک پلیمرهای آبدوست غیر یونی (Non-ionic hydrophilic polymers)، ایجاد لخته پروتئینی با استفاده از پلی الکترولیت (Flocculation by polyelectrolytes) و بکار بردن یون‌های فلزی چند ظرفیتی استفاده می‌شود.
نمک سود کردن متداول‌ترین روش به منظور رسوب‌دهی پروتئین‌ها است. افزودن یک نمک خنثی مانند سولفات آمونیوم باعث فشرده شدن لایه حلال پوشی و افزایش برهمکنش پروتئین-پروتئین می‌شود. با افزایش غلظت نمک، بارهای سطحی پروتئین بجای این که با آب برهمکنش کنند وارد برهمکنش با نمک می‌شوند. در نتیجه بخش‌های آبگریز پروتئین در سطح قرار گرفته و باعث می‌شود پروتئین‌ها به یکدیگر چسبیده و رسوب کنند.

### راکتورهای رسوب‌دهی
به منظور رسوب‌دهی مقادیر بالای پروتئین در صنعت، از راکتورهای صنعتی استفاده می‌شود. از جمله راکتورهایی که به این منظور استفاده می‌شود، می‌توان راکتورهای ایزوله(batch)، راکتورهای لوله‌ای(tubular reactor) و راکتورهای دارای همزنی پیوسته (CSTR) را نام برد.